# Toksykoinfekcja
Toksykoinfekcje – następstwo spożycia wraz z pokarmem drobnoustrojów zdolnych do wywołania zatrucia. Mogą się one również namnażać w przewodzie pokarmowym, w którym wydzielają toksyny. 
Tego typu zatrucia wywołuje wiele drobnoustrojów (ponad 20 gatunków), wśród których najliczniej reprezentowane są bakterie z rodziny Enterobacteriaceae i należą tu wszystkie pałeczki (z wyjątkiem S. typhi i S. paratyphi A, B i C) pałeczki Shigella (z wyjątkiem S. shigae), patogenne Escherichia coli, a także Yersinia enterocolitica, Bacillus cereus, Clostridium perfringens typu A i C, Vibrio parahaemoliticus, Pseudomonas aeruginosa, Listeria monocytogenes, Campylobacter jejuni, Aeromonas hydrophila i Plesiomonas shigelloides.
Przyjmuje się, że do wystąpienia toksykoinfekcji jest konieczne wtargnięcie do organizmu bakterii w stanie żywym. Od liczby komórek które dostały się do organizmu człowieka zależy czy objawy chorobowe w ogóle wystąpią, jak również ostrość przebiegu schorzenia. W związku z tym wprowadzono pojęcie najmniejszej dawki zakaźnej (Minimal Infectious Dose - MID), wyrażonej liczbą komórek danego gatunku bakterii, która jest konieczna do wywołania objawowego przebiegu choroby u człowieka. 
Dla różnych bakterii MID kształtuje się na różnym poziomie i np. dla najbardziej zjadliwych pałeczek Salmonella MID wynosi 104 komórek, a dla enterotoksycznych E. coli - 108 w spożytej ilości pokarmu.

Przeczytaj ostrzeżenie dotyczące informacji medycznych i pokrewnych zamieszczonych w Wikipedii.